# Theory in Practice
Theory in Practice é uma banda de death metal progressivo formanda em 1995 na Suécia.
Após lançarem 3 álbuns entre 1995 e 2002 a banda entrou em hiato, retornando somente em 2015. Em 2017 lançaram o EP Crescendo Dezign.

## Integrantes
- Andreas Lyngmo - vocal
- Peter Lake - guitarra e baixo
- Patrik Sjöberg - bateria

## Discografia
Álbuns de estúdio
- Third Eye Function (1997)
- The Armageddon Theories (1999)
- Colonizing the Sun (2002)

EP
- Crescendo Dezign (2017)